# United24 Media
UNITED24 Media es un medio digital en idioma inglés ucraniano creado por el Ministerio de Transformación Digital de Ucrania durante la invasión rusa de Ucrania en 2022 .

## Historia de creación
United24 Media se lanzó el 21 de julio de 2022 en la red social Instagram. El episodio piloto estuvo dedicado a la importancia de los drones en la guerra ruso-ucraniana. El proyecto está gestionado por el Ministerio de Transformación Digital de Ucrania. El concepto fue creado de forma gratuita por Fedoriv Marketing & Innovations Agency como socio estratégico del proyecto.

## Descripción
UNITED24 Media es un medio de comunicación digital en inglés y español con un formato moderno, que también cuenta con un canal en YouTube y tiene presencia en otras plataformas de medios sociales. UNITED24 Media trabaja principalmente a través de la creación de vídeos individuales y se centra principalmente en seis temas: Cultura, Historia, Gente, Tecnología, Negocios y Guerra.
La audiencia clave de UNITED24 corresponde a la lista de países que más han apoyado a Ucrania durante la guerra y que han mostrado gran interés por Ucrania. Entre ellos figuran Estados Unidos, el Reino Unido, la Unión Europea y Canadá. Sin embargo, el contenido de United24 Media está diseñado para llegar a un público más amplio que utiliza activamente las redes sociales, YouTube y otros formatos interactivos.